# Lorimer Johnston
Lorimer Johnson, nato Lorimer George Johnston  (Maysville, 2 novembre 1858 – Hollywood, 20 febbraio 1941), è stato un regista, attore e sceneggiatore statunitense; nel 1915 fu anche produttore di un film.
Era sposato con Caroline Frances Cooke, un'attrice e sceneggiatrice che lavorò al tempo del cinema muto.

## Filmografia
La filmografia - basata su IMDb - è completa. 

### Regista
- The Understudy – cortometraggio (1913)
- The Sands of Time – cortometraggio (1913)
- The Food Chopper War– cortometraggio (1913)
- A Lucky Mistake – cortometraggio (1913)
- Love, the Winner – cortometraggio (1913)
- Truth in the Wilderness (1913)
- Tom Blake's Redemption, co-regia di Albert W. Hale (1913)
- The Scapegoat (1913)
- The Adventures of Jacques (1913)
- For the Flag (1913)
- Jack Meets His Waterloo (1913)
- For the Crown (1913)
- Calamity Anne, Heroine (1913)
- Hidden Treasure Ranch (1913)
- Vengeance (1913)
- In the Mountains of Virginia (1913)
- In the Days of Trajan (1913)
- The Girl and the Greaser (1913)
- The Haunted House – cortometraggio (1913)
- An Assisted Proposal – cortometraggio (1913)
- At Midnight(1913)
- The Occult (1913)
- American Born (1913)
- Trapped in a Forest Fire (1913)
- His First Case (1913)
- Personal Magnetism (1913)
- The Rose of San Juan (1913)
- The Power of Light (1914)
- The Son of Thomas Gray (1914)
- Destinies Fulfilled (1914)
- At the Potter's Wheel (1914)
- A Blowout at Santa Banana – cortometraggio (1914)
- True Western Hearts (1914)
- The Cricket on the Hearth – cortometraggio (1914)
- The 'Pote Lariat' of the Flying A (1914)
- The Crucible – cortometraggio (1914)
- A Child of the Desert' (1914)
- The Call of the Traumerei, co-regia di Jacques Jaccard – cortometraggio (1914)
- A Story of Little Italy (1914)
- The Coming of the Padres – cortometraggio (1914)
- The Turning Point – cortometraggio (1914)
- The Certainty of Man (1914)
- The Last Supper – cortometraggio (1914)
- The Widow's Investment – cortometraggio (1914)
- David Gray's Estate – cortometraggio (1914)
- Thirty Minutes of Melodrama (1914)
- The Envoy Extraordinary (1914)
- His Heart His Hand and His Sword, co-regia di George P. Hamilton (1914)
- The Laugh That Died (1915)
- The Unhidden Treasure (1915)
- The Heart Breaker (1915)
- The Memory Tree (1915)
- Life's Yesterdays (1915)
- The Tigress (1915)
- Hearts Ablaze (1915)
- The Unforgiven (1915)
- A Story of the Rand (1916)
- The Silver Wolf (1916)
- The Illicit Liquor Seller (1916)
- The Splendid Waster (1916)
- Gloria (1916)
- A Tragedy of the Veld (1916)
- The Gun-Runner (1916)
- Sonny's Little Bit (1917)
- Breezy Jim (1919)
- Devil McCare (1919)
- The Cricket on the Hearth (1923)

### Attore
- Tangled Threads, regia di Allan Forrest (1917)
- The Strangers' Banquet, regia di Marshall Neilan (1922)
- The Cricket on the Hearth, regia di Lorimer Johnston (1923)
- Scaramouche, regia di Rex Ingram (1923)
- Ruth of the Range, regia di Ernest C. Warde e, non accreditati, Frank Leon Smith e W. S. Van Dyke (1923)
- L'ombra dell'Oriente (The Shadow of the East), regia di George Archainbaud (1924)
- A Fool's Awakening, regia di Harold M. Shaw (1924)
- L'Inferno (Dante's Inferno), regia di Henry Otto (1924)
- The Top of the World, regia di George Melford (1925)
- Enticement, regia di George Archainbaud (1925)
- Never Too Late, regia di Forrest Sheldon (1925)
- Keep Going, regia di Jack Harvey (come John Harvey) (1925)
- Modern Youth, regia di Jack Nelson (1926)
- The Bells, regia di James Young (1926)
- Midnight Rose, regia di James Young (1928)
- Tarzan the Mighty, regia di Jack Nelson e Ray Taylor (1928)
- Madame Satan, regia di Cecil B. DeMille (1930)
- Ex-Flame, regia di Victor Halperin (1930)
- La mia vita per mio figlio (A Woman Commands), regia di Paul L. Stein (1932)
- Vissi d'arte (Enter Madame!), regia di Elliott Nugent (1935)
- Il conquistatore dell'India (Clive of India), regia di Richard Boleslawski (1935)
- Sulle ali della canzone (Love Me Forever), regia di Victor Schertzinger (1935)
- A Feather in Her Hat, regia di Alfred Santell (1935)
- Ho ucciso! (Crime and Punishment), regia di Josef von Sternberg (1935)
- Il diavolo è femmina (Sylvia Scarlett), regia di George Cukor (1935)
- Lord Fauntleroy (Little Lord Fauntleroy), regia di John Cromwell (1936)
- Desiderio di re (The King Steps Out), regia di Josef von Sternberg (1936)
- Bunker Bean, regia di William Hamilton e Edward Killy (1936)
- Il figlio di Frankenstein (Son of Frankenstein), regia di Rowland V. Lee (1939)
- The Great McGinty, regia di Preston Sturges (1940)

### Sceneggiatore
- The Adventures of Jacques, regia di Lorimer Johnston (1913)
- For the Flag, regia di Lorimer Johnston (1913)
- For the Crown, regia di Lorimer Johnston (1913)
- In the Days of Trajan, regia di Lorimer Johnston (1913)
- At the Potter's Wheel, regia di Lorimer Johnston (1914)
- The Cricket on the Hearth, regia di Lorimer Johnston – cortometraggio (1914)
- The Coming of the Padres, regia di Lorimer Johnston – cortometraggio (1914)
- The Last Supper, regia di Lorimer Johnston – cortometraggio (1914)
- Samson, regia di J. Farrell MacDonald (1914)
- The Navy Aviator, regia di Sydney Ayres (1914)
- The Envoy Extraordinary, regia di Lorimer Johnston (1914)
- Life's Harmony, regia di Frank Borzage (1916)

### Produttore
- The Light in a Woman's Eyes, regia di Harry Harvey (1915)